# 卡爾斯站 (喬治亞州)
卡爾斯站（英語：Carrs Station）是位於美國喬治亞州漢考克縣的一個非建制地區。該地的面積和人口皆未知。

## 地理
卡爾斯站的座標為33°10′29″N 83°07′18″W / 33.17472°N 83.12167°W，而該地的平均海拔高度為164米（即538英尺）。